# Ichthyophis javanicus
La cecilia de Java (Ichthyophis javanicus) es una especie de anfibio gimnofión de la familia Ichthyophiidae.
Según comunicación personal de Iskandar citada en el sitio de la Lista Roja de la UICN, la posición taxonómica de esta cecilia ha de ser sometida a revisión.
Tomada como especie, se considera endémica de Java (Indonesia).
Se conoce tan solo por un espécimen, cuya localidad de obtención no está precisada.
Se considera que habita en bosque tropical húmedo, que los adultos llevan vida subterránea, que es una especie ovípara que hace la puesta en tierra y que las larvas son acuáticas.